# Ansättåns naturreservat
Ansättåns naturreservat är ett naturreservat i Krokoms kommun i Jämtlands län.
Området är naturskyddat sedan 2020 och är 5,2 kvadratklometer stort. Reservatet ligger nordväst om Bakvattnet vik norska gränsen och består av  granskog, fjällbjörksområden och fjällhedar.